# Pablo Oliverio

Pablo Oliverio (Buenos Aires, 30 de noviembre de 1972) es director de cine , productor y guionista, premiado en múltiples festivales. Entre sus obras cinematográficas se destacan Puto (2005), Un OVNI sobre mi cama (2010), Fiesta con AmigXs (2013), Los amantes indigentes (2017) y El Éxito del amor (2022) Estrenadas comercialmente en Argentina.

## Biografía
Pablo Oliverio nació en Buenos Aires el 30 de noviembre de 1972. Comenzó a realizar cortometrajes a los 15 años, en Super 8, video y 16mm. A la fecha lleva realizados 26 cortometrajes y 16 largometrajes. En 2001 fue premiado por el corto Historia de amor en un baño público (2002). Su primer largometraje fue Orgasmo (2005) estrenada en el Festival Internacional de Cine de  Mar del Plata. Otras películas que ha realizado son Puto (compitió en Cine del Futuro en el Bafici 2006) y El éxito del amor (2022), que obtuvo Premio a la Mejor Realización Animada en el Festival de Queens 2022.

## Filmografía como director
Largometrajes
- Orgasmo (2005)
- Puto (2006)[4]
- Desalinidos (2009)
- Un ovni sobre mi cama (2011)
- Hola esta es mi camara (2012)
- Fiesta con amigxs (2013) - Documental sobre la aprobación en Argentina de Ley de Identidad de Género.
- Cine tomado (2014)
- Los amantes indigentes (2017)
- Reunión (2018)
- Cuerpos magnéticos (2018)
- El viaje de Don Hilario (2019)
- Postales sobre la piel (2021)
- El éxito del amor (2022). Premio a la Mejor Realización Animada en el Festival de Queens 2022.[2]

Otros
- Historia de amor en un baño público (2002) – Cortometraje. Ganador de tres premios en festivales estadounidenses.[5]
- Disculpame pero yo no me enamoro (2007)
- Argentina leyendas (2011)